# Vilnîi Iar, Voznesensk
Vilnîi Iar (în ucraineană Вільний Яр) este un sat în comuna Trîkratî din raionul Voznesensk, regiunea Mîkolaiiv, Ucraina.

## Demografie
Componența lingvistică a localității Vilnîi Iar
     Ucraineană (72,73%)
     Rusă (27,27%)
Conform recensământului din 2001, majoritatea populației localității Vilnîi Iar era vorbitoare de ucraineană (72,73%), existând în minoritate și vorbitori de rusă (27,27%).